# Malthe Christian Møller
Malthe Christian Møller (* 24. November 1771 in Helsingør; † 22. Juli 1834 in Kopenhagen) war ein dänischer Schriftsteller und Zeitschriftenverleger.

## Leben
Malthe Møller war der Sohn des Zollbeamten Peder Møller († 1790) und dessen erster Ehefrau Ulrica Elisabeth, geb. Bruun (1750–78). Zwei Jahre nach dem Tod der Mutter heiratete der Vater erneut. Malthe Møller wurde in Helsingør geboren und absolvierte die Schule seines Heimatortes. 1788 begann er das Theologiestudium an der Universität Kopenhagen, unterzog sich aber nicht dem Examen, sondern verließ 1792 Kopenhagen und ging nach Göttingen und von dort nach Jena. Vermutlich erlangte er an einer der Universitäten den Grad eines Magisters.
Von Jena aus veröffentlichte er von 1795 bis 1797 anonym die Zeitschrift Repertorium for Fædrelandets Religionslærere (Repertorium für vaterländische Religionslehrer). Darin gab es sich als dänischer Pastor aus, der wegen seiner Theologie verfolgt werde. Das scharf kirchenkritische Schreiben verschaffte ihm einen kurzfristigen Bekanntheitsgrad. In Jena wurde er Mitglied der Gesellschaft der freien Männer. Als er seine Anonymität aufgab und offenbarte, dass er gar kein Pastor war, verlor die Öffentlichkeit das Interesse am Repertorium.
Briefe an seinen Verleger Rasmus Nyerup (1759–1829) lassen vermuten, dass Møller zu dieser Zeit an einer Psychose litt. Er hielt sich offensichtlich für berufen, die Welt zu reformieren. Gleichzeitig fühlte er sich verfolgt und befürchtete, die Drucker würden extra Druckfehler einfügen und seine Briefe vom Bischof und der Kanzlei geöffnet werden. In Jena behauptete er auch, er hätte in Dänemark Doctor und Professor sein können, wenn er die Konkordienformel unterschrieben hätte, die er jedoch ablehnte.
Wann er genau er nach Dänemark zurückkehrte, ist unbekannt. 1798 saß er jedenfalls wegen Schulden in Jena im Karzer. Erstmals wieder in Dänemark belegt ist er 1805/6 im Zusammenhang mit einer Auseinandersetzung mit Bischof Nicolai Edinger Balle, weil Møller sich ohne Amtsexamen auf eine Stelle als Feldprediger beworben hatte. Møller empfand die Antwort des Bischofs als Verfolgung wegen der von ihm vertretenen Aufklärungstheologie und beschwerte sich bei der Kanzlei.
In den folgenden Jahren betätigte er sich als Übersetzer und redigierte verschiedene Zeitungen, zuletzt die Berlingske Tidende. Die Allgemeine Literatur-Zeitung beispielsweise nannte 1821 u. a. Übersetzungen von Herder und Kotzebue. 1803 veröffentlichte er Nathanael, læsning for tænkende mennesker. Et anhæng til Repertoriet af Malthe Møller (Nathanael. Lesestoff für denkenden Menschen. Ein Anhang zum Repertorium von Malthe Møller).

## Repertorium für vaterländische Religionslehrer
Das in fünf Heften veröffentlichte Repertorium for Fædrelandets Religionslærere ließ Møller mit Unterstützung von Rasmus Nyerup und Johan Erik von Berger in Kopenhagen drucken. Seine Absicht war es, Theologen mit der Aufklärung und besonders mit Immanuel Kant vertraut zu machen. Kants Philosophie galt ihm als „Wissenschaft der Wissenschaft“ und eigentliche Basis des Christentums. Die christlichen Dogmen wie die Dreieinigkeit lehnte er als Mönchsmärchen ab.
Møller gab sich selbst in seinen Schreiben als Pastor aus und äußerte harte Anschuldigungen gegen die fortschrittsfeindliche, orthodoxe Dänische Staatskirche, die ihn und andere Anhänger der Aufklärung verfolge. In verschiedenen Zeitschriften erschienen Abhandlungen über das Repertorium. Auch Bischof Balle, selbst ein Anhänger der Aufklärung, lobte es. Daraufhin erhielt er einen anonymen Aufruf, den Verfasser zu bestrafen, wenn er wirklich ein Priester war. Er schrieb und veröffentlichte auch eine Mitteilung an den Kanzler, jedoch nur, um zu verhindern, dass eine solche Maßnahme ergriffen würde, falls dies beabsichtigt war.
Durch Møllers Werk, das eine eigenwillige Interpretation von Kants Lehre darstellte, wurde auch Anders Sandøe Ørsted, der später als bester Kant-Kenner in Dänemark galt, zuerst mit dessen Philosophie bekannt.